# Aeroportul L'Espérance
Aeroportul L'Espérance (IATA: SFG, ICAO: TFFG) este un aeroport din Grand Case⁠(d), Saint Martin, Franța ce deservește zona Insula Sfântul Martin. Aeroportul a fost tranzitat în 2022 de 193.795 de pasageri. A fost deschis în 1950.
Situat la o altitudine de 7 m, aeroportul dispune de 1 pistă. Este operat de SNC-Lavalin⁠(d).

## Infrastructură

### Piste
Aeroportul dispune de o singură pistă. Pista 12/30 are suprafața de asfalt și dimensiunile 1.200 m × 30 m. 